# Caisse d’Epargne Riviera
Die Caisse d’Epargne Riviera, société coopérative ist eine Schweizer Regionalbank mit Sitz in Vevey. 
Sie ist das älteste Bankinstitut des Kantons Waadt und wurde 1814 unter dem Namen Caisse d’Epargne du district de Vevey gegründet. Ihr Tätigkeitsgebiet liegt traditionell im Retail Banking und im Hypothekargeschäft. Über ihre Tochtergesellschaft Riviera Finance SA, an der sie eine Zweidrittelmehrheit hält, ist die Caisse d’Epargne Riviera zudem auch in der Vermögensverwaltung tätig.
Das in Form einer Genossenschaft organisierte Bankinstitut beschäftigt teilzeitbereinigt 14.2 Mitarbeiter und verfügte per Ende 2014 über eine Bilanzsumme von 487,8 Millionen Schweizer Franken.